# Historické muzeum Arménie
Historické muzeum Arménie (arménsky: հայա հայա պատմության պատմության թանգարան, Hayastani Patmut'yan T'angaran) je muzeum v arménském hlavním městě Jerevanu, na Náměstí Republiky. Je rozděleno na oddělení archeologie (35 % exponátů), numismatiky (45 %), etnografie, moderní historie a restaurování. Plní funkci národního muzea a disponuje 400 000 předměty. Bylo založeno 9. září 1919 pod názvem Etnograficko-antropologické muzeum-knihovna, návštěvníkům se otevřelo 20. srpna 1921, současný název nese od roku 2003. Stát muzeum finančně podporuje a vlastní sbírku i budovu. Muzeum provádí konzervační a restaurátorské práce a publikuje knihy o arménské architektuře, archeologii, etnografii a historii. Pořádá také vzdělávací a vědecké programy, často také vystavuje své sbírky v zahraničí. V čase se od něj odštěpilo několik samostatných muzeí, roku 1935 Muzeum umění Arménské SSR (dnešní Národní galerie Arménie) a Muzeum literatury (dnešní Čarencovo muzeum literatury a umění), v roce 1978 Státní národopisné muzeum. Muzeum doplňuje své sbírky o nálezy ze současných vykopávek provedených na starověkých arménských nalezištích Ústavem archeologie a etnografie a Národní akademií věd Arménie.